# Polygyra dysoni
Polygyra dysoni is een slakkensoort uit de familie van de Polygyridae. De wetenschappelijke naam van de soort werd voor het eerst geldig gepubliceerd in 1852 door Shuttleworth.